# Mathilde (chanteuse)
Pour les articles homonymes, voir Mathilde.
Mathilde est le mononyme d'une chanteuse et  autrice-compositrice-interprète française . Elle se fait connaître du grand-public en 2015 à l'occasion de sa participation à la saison 4 du télé-crochet The Voice : La Plus Belle Voix. 
Elle s'exprime aussi dans le domaine du théâtre musical, étant remarquée pour le spectacle « visucal » Je Les Signe Tous en 2017.
Anarcha-féministe, militante contre la grossophobie, le validisme, les violences sexistes et sexuelles, elle est victime d'une campagne de cyberharcèlement en 2023 et 2024.

## Biographie

### Enfance et formation
Elle intègre à l'âge de sept ans un cursus CHAM à Montpellier ainsi que les ateliers Opéra Junior du Corum, et étudie dès lors le chant, ainsi que le violoncelle et le solfège.
En 2006, elle part étudier pour deux ans à Londres à la British Gospel Arts, école de gospel.

### Carrière musicale
Dès 2008, elle arpente la scène parisienne, s'essayant au jazz et au jazz pop, prend la tête d’un quintette, avant de découvrir le milieu du théâtre musique.
En 2014, Mathilde est repérée par les directeurs de casting de l'émission The Voice : La Plus Belle Voix. Son interprétation le 31 janvier 2015 de Dis, quand reviendras-tu ? de Barbara,lui vaut l’intérêt des quatre coachs. En février, elle est le sujet d'un sketch parodique de Nicolas Canteloup centré sur son physique, qu'elle dénonce comme blessant. Elle devient ensuite la première artiste de la version française de l’émission repêchée à deux reprises. Elle quitte finalement l'émission en huitième de finale, éliminée face à Guilhem Valayé.
En 2016, Mathilde sort son premier album, Je les aime tous, sous la supervision de Jacky Terrasson, avec la participation de Stéphane Belmondo,. En 2024 sort son deuxième album, La nuit - Le jour.

### Autres activités

#### Théâtre musical
En 2014, Mathilde monte son propre spectacle musical Love for Sale, inspiré de la vie du compositeur Cole Porter,.
En 2017, elle joue, écrit, co-met en scène et co-produit  Je Les Signe Tous, un spectacle « vusical » auto-biographique bilingue en français, langue des signes et chansigne, revisitant les chansons de son premier album,,. Le spectacle, à l'affiche à Paris au Studio Hebertot de septembre 2017 à janvier 2018. pour un total de 16 dates, est nommé aux Trophées de la comédie musicale 2018 dans trois catégories dont Partition de Comédie Musicale et Spectacle Musical,.

#### Enseignement
En 2017, Mathilde intègre l’Académie internationale de comédie musicale comme professeur de chant. Elle quitte l’école un an plus tard. Elle ajoute son témoignage à celui d’élèves dénonçant les violences verbales de l’ancien directeur de l’école Pierre-Yves Duchesne.

## Militantisme social et politique

### Engagements personnels
« Biberonnée par un père anarchiste et une mère élevée au bon grain du MLF », Mathilde revendique plusieurs engagements : féministe, contre la grossophobie, anti-validiste, contre le cyberharcèlement et contre les violences sexistes et sexuelles,.
En 2018, elle, participe à la première édition du Gros Festival, organisé par le collectif associatif de lutte contre les discriminations des personnes grosses, Gras Politique.
En 2021, elle propose une réinterprétation de l’Hymne des femmes du Mouvement de libération des femmes. Pour le clip associé à ce single, elle réunit cinquante femmes de tous horizons, notamment des personnalités politiques (Najat Vallaud-Belkacem, Sandrine Rousseau), des artistes (Marianne James, Juliette) et des scientifiques (Mathilde Larrère),.
Passant outre ses valeurs anarchistes, elle rejoint la même année le Parlement de l'union populaire mis en place par La France Insoumise pour faire mieux connaître ses combats. Elle indique en 2023 avoir quitté ce parti à la suite de son traitement des polémiques visant Éric Coquerel (qui fait alors  l'objet d'une plainte pour agression sexuelle) et Adrien Quatennens (condamné pour violences conjugales).

### Harcèlement en ligne
En 2023 et 2024, Mathilde subit une campagne de harcèlement grossophobe sur les réseaux sociaux et notamment Facebook, dénoncée par Numerama. Elle est présentée par le groupe Facebook la harcelant comme une féministe extrémiste.

## Discographie

### Albums
- 2016 : Je les aime tous[29]
- 2024 : La nuit - Le jour[30]

### Singles
- 2016 : Je les aime tous
- 2016 : Les Volcans endormis
- 2016 : Sais-tu ? (je t'attends)
- 2016 : Il était une fille
- 2021 : Hymne des femmes
- 2022 : À la gloire des femmes en deuil
- 2022 : Martyre de la cause